# Clark (TV-serie)
Clark är en svensk dramaserie av Jonas Åkerlund, som hade premiär på Netflix den 5 maj 2022. Den handlar om den svenska brottslingen Clark Olofsson (spelad av Bill Skarsgård), och är baserad på dennes självbiografi "Vafan var det som hände”. Serien har kallats "humoristisk och halvsann rövarhistoria" av Aftonbladets recensent, och Jonas Åkerlund har sagt att "Det är väldigt mycket Clarks perspektiv, påhittad och skarvad."
Serien spelades in i Sverige, Kroatien och Litauen. Inför premiären sattes en staty föreställande Clark Olofsson upp på Norrmalmstorg, torget som namngivit Norrmalmstorgsdramat ett bankrån i vilket Olofsson var inblandad. Statyn sattes upp utan tillstånd av PR-byrån och hade bland annat inskriptionen "Tillägnad mig själv C O för heroiska insatser på Kreditbanken i augusti 1973". Bill Skarsgård vann Kristallen 2022 i kategorin "Årets manliga skådespelare i en tv-produktion" för sin medverkan i serien.

## Handling
Serien berättar historien om Clark Olofssons liv, från ungdomsåren till 1986. 

## Rollista
- Bill Skarsgård – Clark Olofsson (vuxen)
  - Kolbjörn Skarsgård – Clark (6 år)
  - Lukas Wetterberg – Clark (tonåring)
- Vilhelm Blomgren – Tommy Lindström
- Alicia Agneson – Kristin Enmark
- Sandra Ilar – Ingbritt Olofsson
- Peter Viitanen – Sten Olofsson
- Hanna Björn – Maria
- Agnes Lindström Bolmgren – Ingela
- Isabelle Grill – Madou
- Adam Lundgren – Kurre Räven
- Malin Levanon – Liz
- Daniel Hallberg – Hiller
- Björn Gustafsson – Kaj-Robert Hansson
- Christoffer Nordenrot – Jan-Erik Olsson
- Emil Algpeus – Gunnar
- Claes Malmberg – Tage Erlander
- Robin Nazari – Osman Kavala
- Linus Wahlgren – kriminalare Claesson
- Alexander Karim – Lafayette
- Måns Möller – Jan Agrell
- Henrik Lundström – Lennart Mathiasson
- Alida Morberg – Sussi Korsner
- Tobias Forge – violinist
- Per Morberg – bonde
- Peter Järn – bonde
- Kajsa Ernst – examensvakt
- Jarmo Mäkinen – fängelsevakt
- Johan Petersson – rektor
- Tommy Körberg – domare
- Barbro 'Babben' Larsson – Bettan
- Rachel Mohlin – Maud
- David Batra – Magnus Åkermark
- Karin Bertling – hushållerska
- Mikael Åkerfeldt – sur fånge
- Louise Ryme – journalist
- Linus Eklund Adolphson – domare
- Rebecca Scheja – midsommarkamrat
- Arja Saijonmaa – gammal dam
- Hans-Erik Dyvik Husby – fängelsechef
- Kristoffer Triumf – journalist
- Ika Johannesson – journalist
- Claes af Geijerstam – sig själv
- Henrik Hjelt – Enhagen
- Peter Apelgren – Martinsson
- Staffan Kihlbom Thor – polis
- Rikard Ulvshammar – polis
- Kristian Luuk – Bo Holmström
- Freja Beha Erichsen – Bente
- Amalie Bruun – tjej med hårpiska
- Jerk Olsson Westin – Ragnar Sandahl
- Lina Ljungqvist – Lena Nyman
- Selma Modéer Wiking – Gäst

Källa: